# Troupe de La Monnaie en 1762

## Composition de la troupe duThéâtre de la Monnaieen1762
L'année théâtrale commence le 12 avril 1762 et se termine le 19 février 1763.
| Acteurs et chanteurs         | Actrices et chanteuses  |
| ---------------------------- | ----------------------- |
| Caron                        | Dalilo                  |
| Châtillon                    | Eugénie D'Hannetaire    |
| Compain                      | Lucile                  |
| Desmarets                    | Nonancourt              |
| D'Hannetaire                 | Ranc                    |
| Dubois                       | Rosalie                 |
| Durancy                      | Sophie Lothaire         |
| Godard                       | Valcour                 |
| Gourville                    |                         |
| Monfleury                    |                         |
| Neuville                     |                         |
| Danseurs et figurants        | Danseuses et figurantes |
| Felicini, maître des ballets | Eugénie D'Hannetaire    |
| Hus, premier danseur         | Granier                 |
| La Rivière                   | Victoire                |
| Caron                        | Bibi                    |
| Corrang                      | La Belle Chrétienne     |
| Correti                      | Catherine               |
| Delfir                       | Descœurs                |
| Jouardin                     | Durant                  |
| Michu                        | Emilie                  |
| Ranc                         | Nogrand                 |
| Vanderlinde                  | Valcour                 |
| Verdier                      | Vanderberg              |
| Autre personnel              |                         |
| Janeau, souffleur            | Bercaville, contrôleur  |

### Source
- François-Antoine Chevrier, L'observateur des spectacles, La Haye, Constapel, 1762-1763, vol. II.